# Jerez (rivière)
Pour les articles homonymes, voir Jerez.
Le Jerez, en serbe cyrillique Јерез, est une rivière de l'ouest de la Serbie. Sa longueur est de 56 km. Elle est un affluent droit de la Save.

## Géographie
Le Jerez appartient au bassin versant de la mer Noire ; son propre bassin couvre une superficie de 503 km2. La rivière n'est pas navigable.

## Région de la Pocerina
Le Jerez prend sa source sur les pentes occidentales du mont Cer, dans la région vallonnée de la Pocerina, près du village de Čokešina. Elle coule généralement du sud au nord et forme une boucle entre les villages de Prnjavor, Ribari et Petlovača, où elle entre dans le Kurjačko polje (le « champ du loup ») dans la basse région de la Mačva.
Le lit du Jerez est en fait l'ancien lit de la Drina, qui se jetait dans la Save à Šabac. Quand la Drina détourna son cours de quelques kilomètres vers l'est, son lit abandonné fut rempli par l'eau des ruisseaux jaillissant au mont Cer, créant ainsi l'actuel Jerez.

## Région de la Mačva
Dans la basse Mačva, le Jerez forme des méandres et se sépare en plusieurs bras dont les uns rejoignent le lit central de la rivière, d'autres la relient à des rivières et à des ruisseaux voisins. Le bourg de Štitar est situé sur l'un de ces bras parallèles. Entre les villages de Mačvanski Pričinović et Tabanović, le Jerez s'oriente vers le sud et entre dans la plaine de la Posavina avant de se jeter dans la Save dans les faubourgs nord de Šabac ; elle crée alors un petit delta.
La route et la voie ferrée de Šabac à Loznica empruntent la vallée du Jerez.